# FK Kudriwka
FK Kudriwka (ukr. ФК «Кудрівка») – ukraiński klub piłkarski, mający siedzibę we wsi Kudriwka, w obwodzie czernihowskim, na północy kraju, grający od sezonu 2024/25 w rozgrywkach ukraińskiej Premier lihi.

## Historia
Chronologia nazw:
- 1982: FK Kudriwka (ukr. ФК «Кудрівка»)

Klub piłkarski FK Kudriwka został założony w miejscowości Kudriwka w 1982 roku. Początkowo zespół występował w mistrzostwach obwodu czernihowskiego. Zespół wielokrotnie zdobywał nagrody w rozgrywkach ligowych i pucharowych rejonu sosnickiego (od 1984 do 2007).
W 2006 roku rozpoczęła się nowa era w rozwoju klubu, wtedy prezesem został Roman Sołodarenko, który wraz ze swoim bratem Wasylem doprowadził klub z poziomu amatorskiego do profesjonalnego w 2021 roku. W sezonie 2020/21 startował w rozgrywkach Amatorskiej ligi Ukrainy. W następnym sezonie 2021/22 drużyna również występowała w Amatorskiej lidze. Z powodu rosyjskiej inwazji na Ukrainę zespół nie brał udziału w żadnych rozgrywkach piłkarskich w sezonie 2022/23. Po roku przerwy, latem 2023 roku klub zgłosił się do rozgrywek Drugiej ligi (D3) i otrzymał status profesjonalny.

## Barwy klubowe, strój, herb, hymn
|  |  |  |

Klub ma barwy biało-niebiesko-czarne. Piłkarze domowe spotkania zazwyczaj grają w niebieskich koszulkach, granatowych spodenkach oraz granatowych getrach.

## Sukcesy

### Trofea międzynarodowe
Do chwili obecnej klub jeszcze nigdy nie zakwalifikował się do rozgrywek europejskich.

### Trofea krajowe
| \| \| Zdobyte trofea w rozgrywkach Ukrainy (stan na: 31-05-2023) \| |                                                            |      |          |
| Rozgrywki                                                           | Osiągnięcie                                                | Razy | Sezon(y) |
| · Mistrzostwo                                                       | I miejsce                                                  | 0    |          |
| · Mistrzostwo                                                       | II miejsce                                                 | 0    |          |
| · Mistrzostwo                                                       | III miejsce                                                | 0    |          |
| Puchar                                                              | zdobywca                                                   | 0    |          |
| Puchar                                                              | finalista                                                  | 0    |          |
| Puchar                                                              | 1/32 finału                                                | 1    | 2023/24  |
| II liga                                                             | I miejsce                                                  | 0    |          |
| II liga                                                             | II miejsce                                                 | 0    |          |
| II liga                                                             | III miejsce                                                | 0    |          |
| Ukraina                                                             | Zdobyte trofea w rozgrywkach Ukrainy (stan na: 31-05-2023) |      |          |

- Druha liha (D3):
  - ?.miejsce (1x): 2023/24
- Amatorska liga (D4):
  - wicemistrz (2x): 2021/22
- Mistrzostwa obwodu czernihowskiego:
  - mistrz: 2021, 2022
- Puchar obwodu czernihowskiego:
  - zdobywca: 2019, 2021, 2022
- Superpuchar obwodu czernihowskiego:
  - zdobywca: 2021, 2022
- Mistrzostwa obwodu kijowskiego:
  - mistrz: 2020
  - brązowy medalista: 2019
- Superpuchar obwodu kijowskiego:
  - zdobywca: 2020

## Poszczególne sezony

### Rozgrywki międzynarodowe

#### Europejskie puchary
Nie uczestniczył w rozgrywkach europejskich.

### Rozgrywki krajowe
| \| Ukraina \| Bilans występów klubu w rozgrywkach piłkarskich Ukrainy (Stan na 31 maja 2023 r.) \| \| |                                                                                   |        |       |   |   |   |    |    |     |           |        |        |      |
| Poziom                                                                                                | Rozgrywki                                                                         | Sezony | Mecze | Z | R | P | B+ | B– | Pkt | Lata      | Awanse | Spadki | Naj. |
| I | Premier-liha                                                                      | 0      |       |   |   |   |    |    |     |           | 0      | 0      |      |
| II | Persza liha                                                                       | 0      |       |   |   |   |    |    |     |           | 0      | 0      |      |
| III                                                                                                   | Druha liha                                                                        | 1      |       |   |   |   |    |    |     | od 2023   | 0      | 0      | ?    |
| IV | Amatorska liha                                                                    | 2      |       |   |   |   |    |    |     | 2020–2022 | 1      | 0      | 2    |
| | Puchar Ukrainy                                                                    | 1      |       |   |   |   |    |    |     | od 2023   | 0      | 0      | 1/32 |
| Ukraina                                                                                               | Bilans występów klubu w rozgrywkach piłkarskich Ukrainy (Stan na 31 maja 2023 r.) |        |       |   |   |   |    |    |     |           |        |        |      |

## Piłkarze, trenerzy, prezydenci i właściciele klubu

### Trenerzy
...
- 20??–31.12.2022:  Ołeksandr Babor
- 01.01.2023–...:  Serhij Dacenko

### Prezydenci
...
- 2006–...:  Roman Sołodarenko

## Struktura klubu

### Stadion
Klub piłkarski rozgrywa swoje mecze domowe na stadionie Junist w Czernihowie, który może pomieścić 3.000 widzów oraz Kudriwka-Arena w Kudriwce o pojemności 300 miejsc siedzących.

## Kibice i rywalizacja z innymi klubami

### Derby
- FK Czernihów